# Chojniak (Góry Kamienne)
Chojniak (niem. Ziegenrücken, 588 m n.p.m.) – wzniesienie w środkowej części północnego grzbietu pasma Czarnego Lasu, w Górach Kamiennych, w Sudetach Środkowych.
Szczyt położony jest w środkowej części północnego grzbietu Czarnego Lasu. Cały grzbiet rozciąga się równoleżnikowo od okolic Kamiennej Góry po szosę Witków - Czarny Bór. Od szczytu odchodzi boczny grzbiecik ku północnemu wschodowi, zakończony Młynarką.
Zbudowany z karbońskich piaskowców i zlepieńców, z wkładkami węgla kamiennego.
Wierzchołek i większość grzbietu porośnięte lasem, niżej rozciągają się łąki.